# 自由報業說
自由報業或自由報業說是常見於台灣1990年以前出版的教科書中，中國國民黨政府用來緩頰其報禁與戒嚴的詞彙。它主要闡述，當時政府實施報禁與戒嚴是基於國家安全考量且在實施期間很少透過法令來箝制言論自由或逮捕報人，所以台灣民間長期以來都享有高度的報業發展。:p6,7
此說法顯示中國國民黨將自身與傾向於全面控制甚至消滅民間生或各領域的極權政府做區分。不過當時的中國國民黨之所以容忍民間報業的存在，主要是為了1949年撤退到台灣後，在國際上宣傳「自由中國優於共產中國」的意識形態:p6,7。事實上，國民黨政府在1948年的二二八事件期間，在台曾殺了報人且勒令報館停業:p6,7。
1949年後數年，國民黨雖容忍民間報社存在，但是會透過滲透商會、工會、教育界、媒介、......等社會組織來監視社會:p6,7。在1954年與美國簽署中美共同防禦條約後，就開始大肆清理異議人士並且加強對於媒體的控制:17
中國國民黨對外宣傳的自由報業並沒有揭示其仍會對媒體進行威權管制，意即控制媒體的所有權結構和報導內容。在所有權控制方面，以限制報證發放的政策，確保只有「特定人士」能得到政府核發的報證，並且透過侍從主義，長期提供保護與優惠給這些「特定人士」興辦的媒體，讓它們獨佔台灣的媒體市場。這個政策是導致日後台灣媒體產權集中化的重要因素之一，以至於在台灣解除報禁後創立的新興媒體難以與這些大規模的侍從報業公平競爭，從而使得這些大規模的侍從報業具有輿論上的主導優勢。在報導內容的審查上，一旦國民黨發現報社出版的報導內容出現偏差 ，便會派出黨政軍的特務單位使用「指示」、「協調」、「審查」、「關切」、「約談」、「跟蹤」、「勒令暫時停刊」、「轉移報證」等手法干擾報社的老闆、總編輯、編輯及記者。